# 博西克競技場
博西克競技場是一座位於匈牙利布達佩斯的綜合體育場，體育場於2021年啟用。競技場以布達佩斯捍衛者足球俱樂部和匈牙利國家隊傳奇球員博日克·约瑟夫為名。

## 歷史

### 近期
競技場成為2021年U21歐洲國家盃比賽場地之一。

## 里程碑賽事
| 2021年3月14日 | 布達佩斯捍衛者足球俱樂部二隊 | 5-1      | 塞克薩德青年教育足球隊 | 2020-21年匈牙利足球丙級聯賽 開幕戰 |
|               |                              | (Report) |                        | 入場人數： 0 ： TBA                |

| 2021 | 布達佩斯捍衛者足球俱樂部 | v           | 未定 | 2020–21年匈牙利足球甲級聯賽 首場匈牙利足球甲級聯賽賽事 |
|      |                          | [ (Report)] |      | ： TBA (Hungary)                                       |

## 外部連結
- Hidegkuti Nándor Stadium at magyarfutball.hu （页面存档备份，存于）